# Амели дьо Боарне
Амели дьо Боарне, принцеса Фон Лойхтенберг и херцогиня на Браганса, е френско-германска аристократка и императрица на Бразилия – втора съпруга на император Педро I.

## Биография
Амели е родена на 31 юли 1812 в Милано, като Амели Августа Йожени Наполеон дьо Боарне. Дъщеря е на Йожен дьо Боарне, първи херцог на Лойхтенберг, и на Августа-Амалия Баварска. Бащата на Амели е единственият син от първия брак на френската императрица Жозефин дьо Боарне и е доведен син на Наполеон I Бонапарт. Майката на Амели е дъщеря на баварския крал Максимилиан I Йозеф и Августа Вилхелмина фон Хесен-Дармщат.
През 1829 г. Амали се омъжва за овдовелия бразилски император Педро I (първата му съпруга е австрийската ерцхерцогиня Мария-Леополдина ). В новата си родина Амели става по-известна като дона Амалия.
Бракът е сключен в имперската капела в Рио де Жанейро, където Амели пристига, придружавана от брат си Огюст. Той явно е влюбен в нея, докато предишната си жена е пренебрегвал в полза на любовницата си - нейна придворна дама на име Домитила де Кастро. Впечатлен от красотата на Амели, императорът учредява в нейна чест Имперския орден на розата.
След като съпругът ѝ абдикира от бразилския престол през 1831 г., Амели, вече като херцогиня на Браганса, го следва в родната му Португалия, където Дон Педро се ангажира в продължителна гражданска война срещу брат си Мигел за правата на дъщеря си Мария над португалския престол.
След смъртта на дон Педро през 1834 г. Амели се отдава изцяло на благотворителна дейност и на грижи за единствената им дъщеря – принцеса Мария-Амалия, която умира от туберкулоза на остров Мадейра.
Амели умира на 26 януари 1873 година в Лисабон, Португалия.